# Анри дьо Тюрен
Анри дьо ла Тур д'Оверн, виконт дьо Тюрен (на френски: Henri de la Tour d'Auvergne, vicomte de Turenne; * 11 септември 1611, Седан, Франция; † 27 юли 1675, Германия) е маршал на Франция, който участва в Тридесетгодишната (1618 – 1648), Френско-испанската (1635 – 1659), Деволюционната (1667 – 1668) и Холандската война (1672 – 1678). Смятан е за най-блестящия френски военачалник до Наполеон.
Племенникът му Жофроа Морис дьо ла Тур д`Оверн, херцог на Буйон, е женен за Мария Ана Манчини най-младата от Мазаринетките, прочутите племенници на кардинал Джулио Мазарини.

## Произход и младост
Роден е в Седан на 11 септември 1611 г., внук по майчина линия на Вилхелм Орански, водачът на Нидерландия в борбата ѝ за независимост.
Трудности в говоренето пречат на неговата кариера, но големият интерес и детайлното изследване на кампаниите на Александър Велики и Юлий Цезар му дават значителни познания по военно дело. Освен това се интересува много от география и история. Той е хугенот, което също му създава проблеми.

## Военна кариера
На 14-годишна възраст се записва войник в армията на своя чичо Мориц Насауски, който наследява баща му като щатхалтер на Нидерландия. Така започва неговата военна кариера.

### Тридесетгодишна война
Първата му самостоятелна изява е през 1638 г. през втората половина на Тридесетгодишната война, когато води малка армия на помощ на протестантския военачалник Бернхард фон Сакс-Ваймар, който обсажда рейнския град Брайзах. След падането му Тюрен участва във военните действия в Елзас и спомага за разбиването на имперско-савойските сили.
През 1643 г., след няколко поражения на французите в Шварцвалд, Тюрен поема командването на френската армия в Германия. По този повод на 9 декември същата година получава чин маршал на Франция. Заедно с херцог дьо Конде той отново навлиза в Шварцвалд и на 5 април 1644 г. води първата си битка – с баварската армия край Фрайбург. Макар и трудна, победата е за френското оръжие и тя окончателно предава Рейнланд във френски ръце.
През пролетта на 1645 г. Тюрен настъпва срещу самата Бавария, но е изненадан и разбит от баварците при Мергентхайм. Едва след като получава подкрепления и след дълго маневриране през август той разбива баварците. Армията му обаче е толкова изтощена, че не успява да извади Бавария от войната. На следващата година Тюрен бързо се отправя към долината на Майн – един от тези светкавични походи, които по-късно стават толкова характерни за него. Там се среща с шведската армия на генерал Врангел и заедно настъпват отново към Бавария. Разорителният им поход принуждава нейния курфюрст Максимилиан I да подпише примирието от Улм (март 1647) и да напусне войната.
През 1648 г. Тюрен и Врангел оглавяват финалното за Тридесетгодишната война настъпление срещу Австрия. На 17 май те печелят виртуозна победа при Зусмарсхаузен и стигат до река Ин, след което император Фердинанд III се съгласява да приеме мирния договор във Вестфалия (виж Вестфалски мирен договор).

### Френско-испанска война

#### Фронда (1648 – 1653)
През 1648 г. във Франция избухва гражданска война, наречена Фронда, в която Тюрен заема страната на кардинал Мазарини и краля Луи XIV, докато Конде оглавява въстаналите принцове.
В края на 1650 г. Тюрен маневрира успешно срещу Конде по Лоара, предотвратявайки пленяването на младия крал. По-късно битките продължават около самия Париж и в Северна Франция, където Тюрен успява да неутрализира Конде и съюзниците му испанци и със своите действия позволява на Луи XIV да се върне в столицата на 21 октомври 1652 г.

#### (1653 – 1659)
След като Фрондата приключва през 1653 г., всички френски сили се обръщат срещу испанците, сега поставени под командата на избягалия при тях Конде. Тюрен командва французите в последния етап на Френско-испанската война, като успява да пробие обсадата на Арас, но е победен при Валансиен на 16 юли 1656 г.
През 1657 г. и Англия се намесва във войната на страната на Франция. Тюрен обсажда важното пристанище Дюнкерк по суша, а англичаните – по море. Спасителна испанска армия, начело с дон Хуан Хосе (незаконен син на испанския крал Фелипе IV) и Конде напредва към обсадителите. На 13 юни 1658 г. Тюрен ги изненадва в крайбрежните дюни (оттам Битката при дюните)и ги разгромява, с което принуждава Испания да развее бялото знаме и да се съгласи на предложения от Франция Пиренейски договор (1659).

### Деволюционна война (1667 – 1668)
След поемането на властта във Франция лично от Луи XIV през 1661 г. Тюрен остава най-видният френски маршал. Именно той командва французите по времето на Деволюционната война, превземайки редица крепости. Франция печели категорична победа.

### Холандска война
Само няколко години по-късно, през 1672, Луи напада Нидерландия (Холандска война) с огромна армия от 120 хиляди души. Когато нидерландците отварят дигите и предизвикват наводнение, за да се спасят, войната става позиционна и Тюрен е изпратен във Вестфалия, за да осигури тила на основните френски сили. Армията му никога на достига 20 000 души, което прави задачата му много сложна. Но именно малките му сили, които го принуждават често да воюва с по-големи армии, му осигуряват тази вечна слава, която го прави популярен и днес.
През 1673 г. основният му противник е бранденбургския курфюрст Фридрих Вилхелм – верен нидерландски съюзник, но той не успява да преодолее маневрената и войнствена войска на Тюрен. Накрая Тюрен го принуждава да подпише примирието от Васем. По-активните действия обаче се оказват невъзможни, тъй като военният министър Лувоа е открит враг на Тюрен и блокира всички подкрепления. Ето защо Тюрен се принуждава само да гледа как имперските сили превземат Бон.
През 1674 г. положението на рейнския фронт става много тревожно, тъй като две силни германски армии настъпват и заплашват не само да преминат реката, но и да стигнат до Париж. Тюрен предприема превантивни действия и избързва срещу северната армия, начело с генерал Капрара, като я побеждава при Зинсхайм – неговият шедьовър. Въпреки това той трябва да се оттегли през Рейн и да допусне противниците му, вече обединени, да го последват. През зимата, докато те лагеруват край Тюркхайм, той предприема тежък поход, обикаля планината Вож и ги напада неочаквано. Макар в тази битка (януари 1675) да не успява да ги разбие, те решават да се изтеглят зад Рейн и така да провалят замисъла си за настъпление към Париж. Според историците с това приключва една от най-великите военни кампании в историята.
Военните действия през лятото на 1675 г. продължават по същия енергичен начин около Рейн с определени успехи на французите. На 27 юли обаче по време на битката при Засбах, която после французите печелят, Тюрен е убит от случаен снаряд. Смъртта му предизвиква шок и криза в командването на французите, което слага край на цялата им активност край Рейн. С големи почести маршалът е погребан наред с френските крале в Сен Дени, а през 1808 г. по заповед на Наполеон останките са пренесени в Дома на инвалидите.